# Lac Manapouri
Le lac Manapouri est un lac situé sur l'île du Sud, en Nouvelle-Zélande, dans le parc national de Fiordland. Il se caractérise par une profondeur maximale importante de 444 mètres.